# إدوارد ميلانبي
إدوارد ميلانبي (بالإنجليزية: Edward Mellanby)‏ (8 أبريل 1884 - 30 يناير 1955) زميل الجمعية الملكية، اكتشفَ فيتامين دي وعلاقته بمنع حدوث كساح الأطفال عام 1919. حصل على ميدالية بوكانان عام 1947 لأبحاثه المتميزة في علم وظائف الأعضاء في التغذية، وخاصةً فيما يتعلق بتسبيب أمراض النقص.